# Cúp bóng đá Phần Lan 1995
 Cúp bóng đá Phần Lan 1995 (tiếng Phần Lan: Suomen Cup) was the 41st là mùa giải thứ của giải đấu cúp bóng đá thường niên ở Phần Lan. Giải được tổ chức theo hình thức giải đấu loại trực tiếp và việc tham gia giải là tự nguyện.  Trận chung kết diễn ra ở Sân vận động Olympic, Helsinki vào ngày 28 tháng 10 năm 1995 và MyPa đánh bại FC Jazz với tỉ số 1-0 trước sự chứng kiến của 6,140 khán giả. 

## Các vòng đầu
Không có.

## Vòng Chín
| Thứ tự | Đội nhà       | Tỉ số | Đội khách        | Thông tin |
| ------ | ------------- | ----- | ---------------- | --------- |
| 1      | KTP Kotka     | 0-4   | Ilves Tampere    |           |
| 2      | ÅIFK Turku    | 0-9   | Jaro Pietarsaari |           |
| 3      | HJK Helsinki  | 2-1   | RoPS Rovaniemi   |           |
| 4      | KajHa Kajaani | 0-3   | Haka Valkeakoski |           |

| Thứ tự | Đội nhà           | Tỉ số                 | Đội khách     | Thông tin |
| ------ | ----------------- | --------------------- | ------------- | --------- |
| 5      | Inter Turku       | 1-1 (s.h.p.) 4-2 (p.) | TPV Tampere   |           |
| 6      | MyPa Anjalankoski | 2-0                   | Kuusysi Lahti |           |
| 7      | Jazz Pori         | 2-0                   | MP Mikkeli    |           |
| 8      | TP-Seinäjoki      | 2-0                   | Reipas Lahti  |           |

## Tứ kết
| Thứ tự | Đội nhà           | Tỉ số | Đội khách        | Thông tin |
| ------ | ----------------- | ----- | ---------------- | --------- |
| 1      | HJK Helsinki      | 4-2   | Ilves Tampere    |           |
| 2      | MyPa Anjalankoski | 2-1   | Jaro Pietarsaari |           |

| Thứ tự | Đội nhà      | Tỉ số | Đội khách        | Thông tin |
| ------ | ------------ | ----- | ---------------- | --------- |
| 3      | Jazz Pori    | 2-1   | Haka Valkeakoski |           |
| 4      | TP-Seinäjoki | 0-6   | Inter Turku      |           |

## Bán kết
| Thứ tự | Đội nhà           | Tỉ số | Đội khách    | Thông tin |
| ------ | ----------------- | ----- | ------------ | --------- |
| 1      | Jazz Pori         | 2-0   | HJK Helsinki |           |
| 2      | MyPa Anjalankoski | 4-0   | Inter Turku  |           |

| Thứ tự | Đội nhà      | Tỉ số | Đội khách         | Thông tin |
| ------ | ------------ | ----- | ----------------- | --------- |
| 3      | HJK Helsinki | 0-0   | Jazz Pori         |           |
| 4      | Inter Turku  | 2-1   | MyPa Anjalankoski |           |

## Chung kết
| Thứ tự | Đội 1             | Tỉ số | Đội 2     | Thông tin       |
| ------ | ----------------- | ----- | --------- | --------------- |
| 1      | MyPa Anjalankoski | 1-0   | Jazz Pori | Khán giả: 6.140 |